# London-Marathon 1998
| 18. London-Marathon    | 18. London-Marathon             |
| ---------------------- | ------------------------------- |
| Stadt                  | London, Vereinigtes Königreich  |
| Datum                  | 26. April 1998                  |
| Distanz                | 42,195 Kilometer                |
| Sieger                 |                                 |
| Männer                 | Abel Antón (2:07:57 h)          |
| Frauen                 | Catherina McKiernan (2:26:26 h) |
| ← London-Marathon 1997 | London-Marathon 1999 →          |
| Website                | Offizielle Website              |

Der London-Marathon 1998 (offiziell: Flora London Marathon 1998) war die 18. Ausgabe der jährlich stattfindenden Laufveranstaltung in London, Vereinigtes Königreich. Der Marathon fand am 26. April 1998 statt.
Bei den Männern gewann Abel Antón in 2:07:57 h, bei den Frauen Catherina McKiernan in 2:26:26 h.

## Ergebnisse

### Männer
| Platz | Athlet                | Land                   | Zeit (h) |
| ----- | --------------------- | ---------------------- | -------- |
| 01    | Abel Antón            | Spanien                | 2:07:57  |
| 02    | Abdelkader El Mouaziz | Marokko                | 2:08:07  |
| 03    | António Pinto         | Portugal               | 2:08:13  |
| 04    | Julio Rey             | Spanien                | 2:08:33  |
| 05    | Abebe Mekonnen        | Äthiopien              | 2:09:52  |
| 06    | Róbert Štefko         | Slowakei               | 2:09:54  |
| 07    | Diego García          | Spanien                | 2:10:36  |
| 08    | Jon Brown             | Vereinigtes Königreich | 2:11:11  |
| 09    | Steve Moneghetti      | Australien             | 2:11:41  |
| 10    | Kenjiro Jitsui        | Japan                  | 2:12:47  |

### Frauen
| Platz | Athletin            | Land                   | Zeit (h) |
| ----- | ------------------- | ---------------------- | -------- |
| 01    | Catherina McKiernan | Irland                 | 2:26:26  |
| 02    | Liz McColgan        | Vereinigtes Königreich | 2:26:54  |
| 03    | Joyce Chepchumba    | Kenia                  | 2:27:22  |
| 04    | Marleen Renders     | Belgien                | 2:27:30  |
| 05    | Lidia Șimon         | Rumänien               | 2:28:41  |
| 06    | Sonja Oberem        | Deutschland            | 2:29:39  |
| 07    | Adriana Fernández   | Mexiko                 | 2:29:46  |
| 08    | Wang Yan-fang       | Volksrepublik China    | 2:30:47  |
| 09    | Małgorzata Sobańska | Polen                  | 2:32:02  |
| 10    | Marian Sutton       | Vereinigtes Königreich | 2:32:14  |